# KF Drita
KF Drita este un club de fotbal din Kosovo.